# کارل اوندرژیچک
کارِل اوندرژیچِک (به چکی: Karel Ondříček)‏ (۱ ژانویهٔ ۱۸۶۵ – ۳۰ مارس ۱۹۴۳) نوازندهٔ چیره‌دست ویولن اهل جمهوری چک بود.
اوندرژیچِک در سال‌های ۱۸۸۷ تا ۱۸۹۳ کنسرت‌مایسترِ تئاتر ملی پراگ بود.
برادر بزرگش، فرانتیشِک اوندرژیچک‏ (۱۸۵۷–۱۹۲۲)، نیز نوازندهٔ ویولن و آهنگ‌ساز بود.
نام کوچک اوندرژیچِک در برخی منابع به‌صورت "Karl" ثبت شده است.